# Superstars and Cannonballs
Superstars and Cannonballs – trzecie DVD duetu Savage Garden wydane nakładem Sony Entertainment 12 marca 2001. Na płycie znajdują się nagrania koncertowe z trasy Live and On Tour in Australia.

## Lista utworów
1. "The Best Thing"
2. "Break Me Shake Me"
3. "To the Moon and Back"
4. "The Lover After Me
5. "I Don't Know You Anymore"
6. "Santa Monica"
7. "Two Beds and a Coffee Machine"
8. "You Can Still Be Free"
9. "The Animal Song"
10. "Hold Me"
11. "Gunning Down Romance"
12. "Crash and Burn"
13. "Truly Madly Deeply"
14. "Chained to You
15. "I Want You"
16. "I Knew I Loved You
17. "Affirmation"